# Дубровка (Половинський округ)
Дубро́вка (рос. Дубровка) — присілок у складі Половинського округу Курганської області, Росія.
Населення — 107 осіб (2010, 136 у 2002).
Національний склад станом на 2002 рік:
- росіяни — 95 %